# Aeolochroma unitaria
Aeolochroma unitaria là một loài bướm đêm trong họ Geometridae.